# Álommeló
Az Álommeló (eredeti cím: Second Act) 2018-ban bemutatott amerikai romantikus filmvígjáték, melyet Elaine Goldsmith-Thomas és Justin Zackham forgatókönyvéből Peter Segal rendezett. A főszereplők Jennifer Lopez, Leah Remini, Vanessa Hudgens, Treat Williams és Milo Ventimiglia.
Az Amerikai Egyesült Államokban 2018. december 21-én mutatták be, míg Magyarországon egy héttel hamarabb szinkronizálva, december 13-án a Freeman Film forgalmazásában. A film általánosságban vegyes értékeléseket kapott a kritikusoktól.  Világszerte több mint 72 millió dolláros bevételt tudott gyűjteni.

## Rövid történet
Egy negyvenéves nő második esélyt szerez vállalati karrierjének beindításában. Ugyanakkor egy barátja hamis önéletrajzot és hitelesítő adatokat készít neki egy másik vállalathoz való jelentkezéshez.

## Cselekmény
Maya Vargas (Jennifer Lopez) a Value Shop üzletláncnál dolgozik már több mint 15 éve, mint menedzser asszisztens. Ezen idő alatt intuitív és innovatív módszereivel drámaian javította az értékesítést, az ügyfél-kapcsolatokat és az általános üzletkultúrát. Izgatottan várja, hogy a vállalat igazgatója, Mr. Weiskopf ellátogasson az üzletbe, hogy kinevezze az új ügyvezetőt. Maya barátja, Trey (Milo Ventimiglia), a munkatársai és számos állandó ügyfél egyaránt biztosak benne, hogy Maya számára garantált az előléptetés, ehelyett Arthur (Dan Bucatinsky), egy máshol alkalmazott középvezető kapja meg a posztot. Mr. Weiskopf elmagyarázza, hogy értékeli Maya elkötelezettségét és sikerét, de csak általános iskolai végzettséggel rendelkezik, és a vállalati politika megköveteli a főiskolai diplomát, ezért nem léptethetik elő.
Maya keservesen csalódik, és jobb híján vonakodva vállalja, hogy Arthur mellett másod-üzlethelyettesként dolgozzon. Unokaöccse azonban jobb ötlettel áll elő.

## Szereplők
| Színész           | Szerep                                                      | Magyar hang        |
| ----------------- | ----------------------------------------------------------- | ------------------ |
| Jennifer Lopez    | Maya DaVilla / Maria Vargas                                 | Pápai Erika        |
| Vanessa Hudgens   | Zoe Clarke / Sarah Rosalina de la Santa Cruz Davilla Vargas | Bogdányi Titanilla |
| Leah Remini       | Joan                                                        | Orosz Anna         |
| Treat Williams    | Anderson Clarke                                             | Sörös Sándor       |
| Milo Ventimiglia  | Trey                                                        | Zámbori Soma       |
| Annaleigh Ashford | Hildy Ostrander                                             | Nádorfi Krisztina  |
| Charlyne Yi       | Ariana Ng                                                   | Lamboni Anna       |
| Alan Aisenberg    | Chase                                                       | Renácz Zoltán      |
| Freddie Stroma    | Ron Ebsen                                                   | Jakab Márk         |
| Dave Foley        | Felix Herman                                                | Barát Attila       |
| Larry Miller      | Weiskopf                                                    | Mikula Sándor      |
| Dierdre Friel     | Big Ant                                                     | Virághalmy Judit   |
| Lacretta          | Suzi Teplitsky                                              | Makay Andrea       |
| Dan Bucatinsky    | Arthur Coyle                                                | Takátsy Péter      |
| Dakton Harrod     | Dilly                                                       | Baradlay Viktor    |

## A film készítése
2017 júniusában Jennifer Lopez szerződött a főszerepre. 2017 októberében  Leah Remini, Annaleigh Ashford, Vanessa Hudgens, Dan Bucatinsky és Freddie Stroma csatlakoztak a film szereplőihez. 2017 novemberében Milo Ventimiglia, Treat Williams, Larry Miller, Dave Foley, Charlyne Yi és Alan Aisenberg csatlakoztak a stábhoz.
A film forgatása 2017. október 23-án kezdődött a New York-i Queensben található Food Bazaar szupermarketben, majd később folytatták Bronxban és Manhattanben, beleértve a Michael Jordan Steakhouse-t a Grand Central Terminalon. 2017. december 15-én befejeződött a forgatás.